# Artemia salina
| Domeniu      | Eucariota      |
| Regn         | Animalia       |
| Increngatura | Arthropoda     |
| Clasa        | Branchiopode   |
| Ordin        | Anostraca      |
| Familie      | Artemiidae     |
| Gen          | Artemia        |
| Specie       | Artemia Salina |

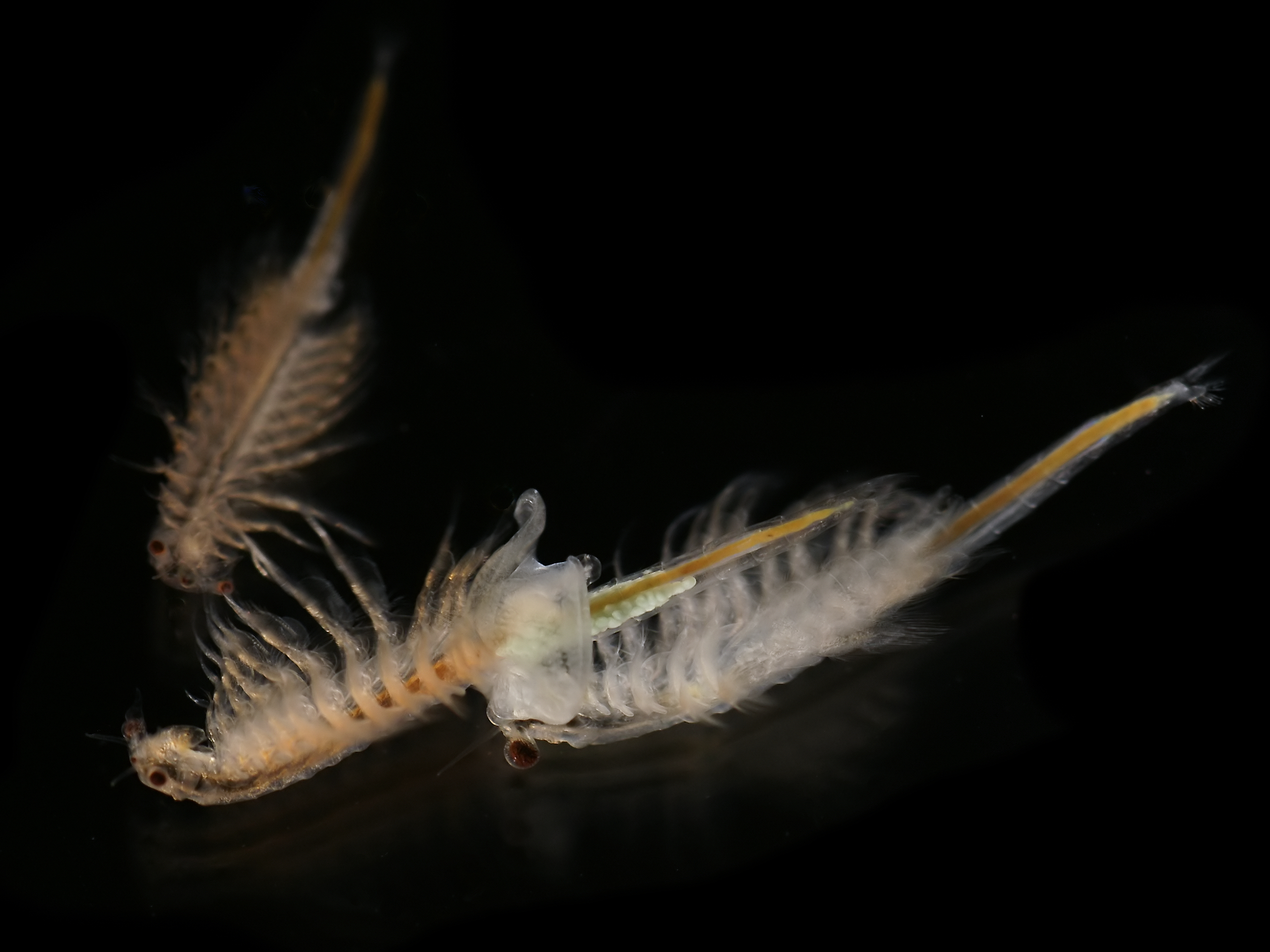
Imagine, doua femele si un mascul

Artemia salina aparțin familiei Artemiidaelor, fiind crustacee endemice zonelor de apa sărată non-oceanică. 

## Descriere și comportament
Artemia salina prezintă dimorfism sexual, masculii pot fi diferențiați de femele prin perechea de membre bazate pe extremitatea frontala. Acestea sunt folosite in timpul reproducerii. Artemia S.  sunt creaturi fotofilice in principal in stadiul larval.